# The White Queen

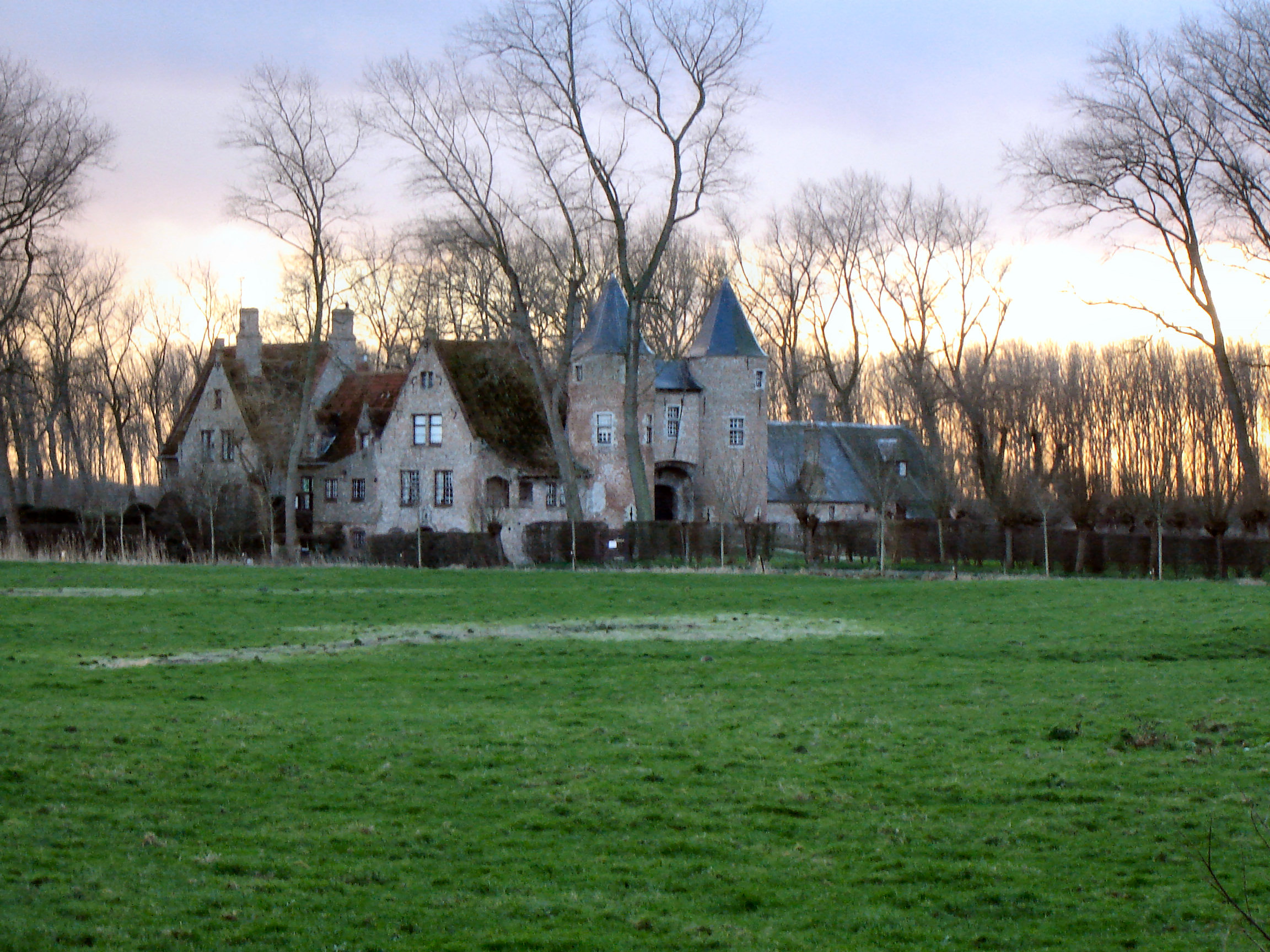
Castillo de Oostkerke, (mansión Grafton en la serie)

The White Queen (en español: La Reina Blanca) es una serie dramático-histórica transmitida del 16 de junio del 2013 al 18 de agosto del 2013 por medio de las cadenas BBC One, VRT y Starz . The White Queen fue escrita por la guionista Emma Frost, inspirada en la serie de libros de Philippa Gregory.
La serie contó con la participación de actores invitados como Jurgen Delnaet, Ben Forceville, Ben Van den Heuvel, entre otros.
Se centró en el trasfondo de la Guerra de las Dos Rosas y la historia de las mujeres atrapadas en el conflicto por el trono de Inglaterra.
En agosto de 2013 se anunció que la serie no regresaría para una segunda temporada, en una declaración la BBC anunció que el plan siempre fue que la serie sería de una sola temporada.
En enero de 2014 se anunció que se estaba creando una secuela para la serie desarrollada por la cadena Starz. Finalmente en febrero de 2016 se anunció que la cadena Starz había dado luz verde a la secuela The White Princess.

## Historia
La historia comienza en 1464 con el país en guerra desde hace nueve años a causa de un enfrentamiento civil entre dos poderosas familias los York (cuyo emblema es una rosa blanca) y los Lancaster (cuyo símbolo es una rosa roja) que pelean entre sí por el trono de Inglaterra. La casa de York está comandada por el joven Edward IV de Inglaterra, quien es coronado rey con la ayuda de su poderoso primo Richard Neville, Lord Warwick luego de derrotar a las fuerzas de los Lancaster.
Poco después cuando Edward conoce a la joven Elizabeth Woodville se enamora de ella y se casan convirtiéndola así en reina, algo que a Warwick no le gusta ya que deseaba casar a Edward con una princesa francesa y ve sus planes peligrar, sin embargo Warwick pronto se centra en los dos hermanos menores de Edward: Richard, Duque de Gloucester quien se casa con su hija Anne Neville , una vez el fallecido,y George, Duque de Clarence a quien casa con su otra hija Isabel Neville.
Elizabeth cuenta con el apoyo de su madre Jacquetta de Luxembourg una mujer considerada bruja. La mayor enemiga de su familia es Margaret Beaufort una mujer leal a los Lancaster y extremadamente religiosa que desprecia a Jacquetta y a Elizabeth por haberse cambiado de casa y que hará todo lo posible por ver a su hijo Henry Tudor en el trono.

## Personajes

### Casa de York
| Actor             | Personaje                 | Casa           | N.º de episodios | Duración |
| ----------------- | ------------------------- | -------------- | ---------------- | -------- |
| Max Irons         | Eduardo IV de Inglaterra  | York           | 8                | 2013     |
| Rebecca Ferguson  | Isabel Woodville          | York           | 10               | 2013     |
| Aneurin Barnard   | Ricardo III de Inglaterra | York           | 10               | 2013     |
| Faye Marsay       | Ana Neville               | York/Lancaster | 10               | 2013     |
| David Oakes       | Jorge de Clarence         | York           | 7                | 2013     |
| Eleanor Tomlinson | Isabel Neville            | York           | 7                | 2013     |
| Caroline Goodall  | Cecilia Neville           | York           | 6                | 2013     |
| Janet McTeer      | Jacquetta de Luxemburgo   | York           | 6                | 2013     |
| James Frain       | Richard Neville           | York/Lancaster | 5                | 2013     |
| Freya Mavor       | Isabel de York            | York           | 3                | 2013     |
| Elinor Crawley    | Cecilia de York           | York           | 3                | 2013     |
| Ashley Charles    | Eduardo V de Inglaterra   | York           | 3                | 2013     |
| Ted Allpress      | Ricardo de Shrewsbury     | York           | 3                | 2013     |

### Casa de Lancaster
| Actor          | Personaje                 | Casa      | N.º de episodios | Duración |
| -------------- | ------------------------- | --------- | ---------------- | -------- |
| Amanda Hale    | Margarita Beaufort        | Lancaster | 10               | 2013     |
| Tom McKay      | Jasper Tudor              | Lancaster | 8                | 2013     |
| David Shelley  | Enrique VI de Inglaterra  | Lancaster | 4                | 2013     |
| Michael Marcus | Enrique VII de Inglaterra | Lancaster | 3                | 2013     |
| Veerle Baetens | Reina Margaret de Anjou   | Lancaster | 2                | 2013     |
| Joey Batey     | Eduardo de Westminster    | Lancaster | 2                | 2013     |

### Personajes Adicionales
| Actor                | Personaje                                | Casa           | N.º de episodios | Duración |
| -------------------- | ---------------------------------------- | -------------- | ---------------- | -------- |
| Ben Lamb             | Antonio Woodville                        | York           | 8                | 2013     |
| Juliet Aubrey        | Ana de Beauchamp                         | York/Lancaster | 7                | 2013     |
| Eve Ponsenby         | Lady Mary Woodville, Condesa de Pembroke | York           | 6                | 2013     |
| Rupert Graves        | Lord Thomas Stanley                      | Lancaster      | 5                | 2013     |
| Michael Maloney      | Sir Henry Stafford                       | Lancaster/York | 5                | 2013     |
| Otto Farrant         | Thomas Grey, 1.er. Marques de Dorse      | York           | 5                | 2013     |
| Dean-Charles Chapman | Richard Grey                             | York           | 4                | 2013     |
| Frances Tomelty      | Margarita Beauchamp de Bletso            | Lancaster      | 3                | 2013     |
| Leo Bill             | Reginald Bray                            | -              | 3                | 2013     |
| Shaun Dooley         | Sir Robert Brackenbury                   | -              | 3                | 2013     |
| Emily Berrington     | Elizabeth "Jane" Shore                   | -              | 3                | 2013     |
| Robert Pugh          | Ricardo Woodville                        | -              | 2                | 2013     |
| Elsa Houben          | Catalina Woodville                       | -              | 2                | 2013     |
| Simon Ginty          | Juan Woodville                           | -              | 2                | 2013     |
| Hugh Mitchell        | Richard Welles                           | -              | 2                | 2013     |
| Andrew Gower         | George Stanley, IX barón Strange         | -              | 2                | 2013     |
| Arthur Darvill       | Henry Stafford, II duque de Buckingham   | -              | 2                | 2013     |
| Rupert Young         | Sir William Herbert, Conde de Pembroke   | -              | 1                | 2013     |
| Lizzy McInnerny      | Lady Sutcliffe                           | -              | 1                | 2013     |
| Joren Seldeslachts   | Carlos el Temerario                      | -              | 1                | 2013     |

## Episodios
La primera temporada estuvo conformada por 10 episodios.
| N.º | Título                                                 | Dirigido por | Escrito por      | Fecha Original Lanzamiento | Audiencia USA (millones) |
| --- | ------------------------------------------------------ | ------------ | ---------------- | -------------------------- | ------------------------ |
| 1 | «In Love With the King (Enamorada del Rey)»            | James Kent   | Emma Frost       | 16 de junio de 2013        | 0.457                    |
| Habiendo quedado viuda y perdiendo el acceso a las propiedades de los Lancaster (que eran de su esposo) en la Guerra de las Rosas, Elizabeth Woodville es alentada por su madre Jacquetta para ponerse en el camino del nuevo rey de la casa York, Rey Eduardo IV y apelar a él directamente. Eduardo con una reputación de mujeriego, es instantáneamente dominado por la belleza de Elizabeth, y hace los respectivos arreglos para verse una vez más. Cuando Elizabeth rechaza sus insinuaciones sexuales, él le propone matrimonio a ella y la convertirá en Reina de Inglaterra. Sin embargo, el matrimonio secreto no es tomado muy bien en la Corte de Inglaterra, especialmente por la madre de Eduardo, la Duquesa Cecilia, y su más confiable adversario, el Conde de Warwick. |                                                        |              |                  |                            |                          |
| 2 | «The Price of Power (El Precio del Poder)»             | James Kent   | Emma Frost       | 23 de junio de 2013        | 0.801                    |
| Una extravagante coronación es planeada en el intento de silenciar las críticas del matrimonio Centre Elizabeth y el Rey. El descontento de Warwick con la decisión de Eduardo se da a conocer, al no permitir que sus hijas se conviertan en damas de honor. Margaret Beaufort, quien reclama que su hijo Enrique Tudor llegue al trono, se pone de lado de Warwick y del hermano del Rey, Jorge, Duque de Clarence, con la esperanza que su hijo retorne con ella. Mientras tanto Warwick hace uso de su hija mayor Isabel en un intento de unificar las familias Neville y York, a través del matrimonio de esta y el Duque de Clarence, para dar un heredero al Rey Eduardo. |                                                        |              |                  |                            |                          |
| 3 | «The Storm (La Tormenta)»                              | James Kent   | Emma Frost       | 30 de junio de 2013        | 0.704                    |
| Después de una rebelión hecha por el Conde de Warwick que resulta en la muerte del padre y del hermano de Elizabeth, y que fracasa en el intento de poner en el trono al Duque de Clarence, una paz inquieta es conseguida entre Warwick y Eduardo. Esto dura poco tiempo antes que los rebeldes huyan a Francia, los cómplices en Inglaterra, incluida Margaret Beaufort son dejados para afrontar las consecuencias. Buscando venganza por las muertes de su padre y su hermano, Elizabeth y su madre Jacquetta toman el camino del ocultismo con devastadoras consecuencias para Isabel Neville, la cual pierde a su bebé por los caminos de Francia con su marido. |                                                        |              |                  |                            |                          |
| 4 | «The Bad Queen (La Reina Mala)»                        | Jamie Payne  | Lisa McGee       | 7 de julio de 2013         | 0.811                    |
| La campaña de Warwick con Jorge ha fracasado, por lo cual la desesperada empresa va con Margarita de Anjou, la Reina de la casa Lancaster como la única opción para evitar que su familia lo pierda todo. Para sellar el trato, su hija más joven Anna se casará con el heredero al trono Lancaster, el cruel y mimado Eduardo, Príncipe de Gales. En Londres, Eduardo y Elizabeth tienen problemas por las noticias de la nueva alianza, y son tomados por sorpresa cuando Warwick lidera un asalto en Londres. Ahora Warwick con el control del país, ha acusado por brujería a Jacquetta, pero sus planes se derrumban cuando ella apela a su amiga Margarita de Anjou por un testimonio. Buscando refugio en la Abadía de Westminster con sus hijos, Elizabeth se reúne con su madre y finalmente da a luz un bebe. |                                                        |              |                  |                            |                          |
| 5 | «War at First Hand (Guerra de Primera Mano)»           | Jamie Payne  | Malcolm Campbell | 14 de julio de 2013        | 0.929                    |
| Los Lancaster recuperan el trono a través de un demente Rey Enrique VI, Margaret Beaufort lleva a su hijo para recibir su bendición. Margarita de Anjou navega a Inglaterra con su nueva nuera Anna, para que tome lugar al lado de su marido. Sin embargo, vuelan las noticias que Eduardo regresa con un ejército, que perturban a la corte, en un intento desesperado de proteger a su marido de las fuerzas de los Lancaster y los York en la batalla, Elizabeth vuelve a usar las fuerzas sobrenaturales. Margaret Beaufort se horroriza cuando su esposo decide luchar del bando de los York, él es seriamente herido en la batalla. La muerte de Warwick resulta en un cambio de monarca, Elizabeth se alegra del regreso de su esposo, pero se horroriza cuando sus hermanos asesinan al Rey Enrique VI para quitar toda oposición de los Lancaster. |                                                        |              |                  |                            |                          |
| 6 | «Love and Marriage (Amor y Matrimonio)»                | Jamie Payne  | Nicole Taylor    | 21 de julio de 2013        | 0.859                    |
| Aunque Warwick, Enrique VI y Eduardo de Lancaster están muertos, la corte es inestable. Elizabeth es consciente de la atracción de Eduardo por su nueva amante Jane Shore. Ella está devastada por la muerte de un hijo recién nacido que coincide con la muerte de su madre, su angustia causa que Eduardo reafirme su amor por ella. Mientras tanto Jorge intenta controlar a la viuda Anna Neville y obtener el acceso a la herencia Neville, amenazándola con enviarla a un convento. El malestar de Anna continua al saber la posición de su hermana Isabel con Jorge, su único amigo es Ricardo, hermano del Rey, quien la arrebata de las garras del Duque de Clarence y se casa con ella. La fanática Margaret Beaufort intenta incrementar su poder a través del matrimonio de ella con uno de los consejeros más cercanos del Rey, Thomas Stanley. |                                                        |              |                  |                            |                          |
| 7 | «Poison and Malmsey Wine (Veneno y malvasía)»          | Colin Teague | Emma Frost       | 28 de julio de 2013        | 0.896                    |
| La breve paz se rompe cuando Eduardo hace la guerra a Francia, pero tanto Jorge como Ricardo se horrorizan cuando hace las paces a cambio de una ganancia financiera. Tanto Elizabeth como Anna dan a luz a hijos. Las frustraciones de Jorge lo llevan a tratar con el rey francés. Cuando muere su esposa Isabel, después de dar a luz al hijo que tanto anhela, acusa a Isabel de causarle la muerte por envenenamiento y contrata a un hechicero para tramar la muerte del rey. Eduardo declara traidor a su hermano y lo condena a muerte. La duquesa Cecilia, que favorece a Jorge por encima de sus otros hijos, suplica a Edward y culpa a Elizabeth. Jorge elige ahogarse en una barrica de vino Malmsey como su método de ejecución. |                                                        |              |                  |                            |                          |
| 8 | «The King is Dead (El Rey esta muerto)»                | Colin Teague | Malcolm Campbell | 4 de agosto de 2013        | 0.910                    |
| Eduardo IV se enferma. Previendo su muerte, le pide a Elizabeth que envíe a buscar a su hermano Ricardo, duque de Gloucester, a quien nombra Lord Protector. Elizabeth, que desconfía de Gloucester, le pide a su hermano Anthony que haga arreglos para que s a su hijo, ahora el rey Eduardo V, con su medio hermano Richard Grey, a Londres; son interceptados por Gloucester y llevados a la Torre de Londres. Anthony le ruega a Elizabeth que coopere con Gloucester y se llega a una tregua, pero Beaufort y su esposo Stanley siembran las semillas de la desconfianza, reconociendo la ventaja potencial para el hijo de Margaret. Elizabeth lleva a sus hijos al santuario y le dice a Anthony que se asegure de que la flota esté lista para rescatarlos; Ordenada a enviar a su segundo hijo para unirse a su hermano en la Torre, envía a un niño de nacimiento común como sustituto. Gloucester, al principio protector de sus sobrinos, ejecuta a Anthony por traición cuando se entera de las intenciones de los Woodville. La esposa de Richard, Anna Neville (que teme que Elizabeth finalmente trabaje para que Richard, ella y su hijo sean ejecutados como traidores) lo convence de que declare ilegítimos a sus sobrinos, sobre la base de una promesa de matrimonio anterior hecha por Edward a otra mujer. Luego, él y Anna son coronados en lugar de su sobrino. |                                                        |              |                  |                            |                          |
| 9 | «The Princes in the Tower (Los Príncipes de la Torre)» | Colin Teague | Emma Frost       | 11 de agosto de 2013       | 0.741                    |
| Stanley aconseja a Margaret que se asegure de que los dos jóvenes príncipes no sobrevivan; habiendo buscado sin éxito una señal de Dios, instruye a sus hombres para que maten a los niños. Anna Neville, ahora reina, insinúa a Brackenbury que ella también los preferiría muertos. El intento de "rescate" falla. Se persuade a Buckingham para que le dé lealtad a Enrique Tudor e insinúa que él llevará a cabo el asesinato. Los dos niños de la torre (el Príncipe de Gales y el impostor plantado por Isabel) desaparecen, se presume que están muertos, y el rey Ricardo regresa a Londres para buscarlos; Anna siente remordimiento y se pregunta si ella es la responsable. Después de que Richard visita a Elizabeth en el santuario y le asegura que él no participó en la muerte de sus hijos, ella se da cuenta de que Margaret la ha engañado y maldice al asesino de los niños. Buckingham, incapaz de unir fuerzas con Jasper Tudor, es capturado y ejecutado, y Stanley pone a Margaret bajo arresto domiciliario por su papel en la rebelión fallida. |                                                        |              |                  |                            |                          |
| 10 | «The Final Battle (La batalla final)»                  | Colin Teague | Emma Frost       | 18 de agosto de 2013       | 1.155                    |
| El rey Ricardo III, confiado en su reinado, comienza a interesarse por su sobrina Isabel de York. Su esposa Anna está celosa, pero Ricardo afirma que sólo intenta impedir la alianza matrimonial de Isabel con Enrique Tudor. Elizabeth advierte a su hija de la maldición que lanzaron sobre el asesino del príncipe Eduardo (que sus hijos y nietos serían asesinados prematuramente). Tras la muerte de su único hijo, Anna muere amargada y desconsolada. Arrepentido, Richard despide a Elizabeth. Lady Beaufort todavía está bajo arresto domiciliario y hay fricciones entre ella y la joven Isabel de York, a quien han enviado a quedarse con ella; Isabel cree que se convertirá en reina independientemente de quién gane la batalla. Mientras Enrique Tudor se prepara para cruzar el Canal de la Mancha, se produce un eclipse solar; Margaret ve esto como un mensaje de Dios de que Enrique será rey. Ella desafía su confinamiento para viajar a Bosworth, donde le suplica a Stanley que luche contra el rey, pero él se niega a comprometerse porque Richard tiene a su hijo como rehén. Margaret ve a Jasper y puede hablar con Henry antes de la batalla. Las cosas no van bien para los Tudor, superados en número, hasta que los hombres de Stanley cargan contra las fuerzas del rey. Ricardo muere. Mientras Stanley se arrodilla para ofrecerle la corona a Enrique, Margaret se declara "Margaret Regina" y ordena a su marido que permanezca arrodillado. Elizabeth recibe la visita de su hijo desaparecido, Richard, haciéndose pasar por "Perkin", y le advierte que no busque venganza. Ella le dice a su hija que se casará con Tudor y se convertirá en reina, tal como lo fue ella misma. |                                                        |              |                  |                            |                          |

## Premios y nominaciones
| Año  | Categoría                                                                 | Premio                | Nominado (a)     | Resultado |
| ---- | ------------------------------------------------------------------------- | --------------------- | ---------------- | --------- |
| 2014 | Best Miniseries or TV Film                                                | Satellite Award       | The White Queen  | Nominada  |
| 2014 | Outstanding Achievement in Cinematography in Television Movie/Mini-Series | ASC Award             | David Luther     | Nominada  |
| 2014 | Best Actress in a mini-series or TV movie                                 | Golden Globes Award   | Rebecca Ferguson | Nominada  |
| 2014 | Best Supporting Actress in a series, mini-series, or TV movie             | Golden Globes Award   | Janet McTeer     | Nominada  |
| 2014 | Best TV Movie or Mini-series                                              | Golden Globes Award   | The White Queen  | Nominada  |
| 2014 | Favorite TV Movie/Miniseries                                              | People's Choice Award | The White Queen  | Nominada  |

## Producción
La serie se localizó en Brujas, Bélgica. Algunas de las locaciones que fueron utilizadas para la filmación de la serie son el Gothic Hall el cual fue la corte real del palacio de Westminster, el Heilige Geeststraat fue una calle medieval de Londres, el Onze-Lieve-Vrouwekerk fue la Capilla de Westminster y finalmente el Heilige Bloedkapel fue la torre de Londres.
La serie contó con la participación de Compani Pictures y fue adaptada por la aclamada escritora Emma Frost.
Fue producida por Gina Cronk y dirigida por James Kent. Los productores ejecutivos del programa fueronJohn Griffin, George Faber, Charles Pattinson, Eurydice Gysel, Polly Hill, Philippa Gregory y Colin Callender.
El documental de dos partes titulado "The Real White Queen and Her Rivals" presentado por Philippa Gregory acompañó a la serie, los episodios fueron transmitidos por la cadena BBC Two el 17 y el 24 de julio de 2013.
A pesar de que la cadena británica BBC no pidió una segunda temporada de la serie la cadena estadounidense Starz, desarrolló una miniserie independiente llamada The White Princess la cual está basada en la serie de novelas tituladas "The Cousins’ War" de Philippa Gregory.